# Alfonso Benavides Correa
Alfonso Enrique Benavides Correa (Lima, 27 de marzo de 1924 - Ibídem, 1 de marzo del 2007) fue un abogado, político, escritor y diplomático político peruano.

## Estudios
Hizo sus estudios escolares en el Colegio Sagrados Corazones Recoleta y sus estudios de jurisprudencia en la Universidad de San Marcos en la que se recibió de  bachiller en Derecho y Ciencias Políticas en julio de 1947, de abogado en diciembre de 1949 y de doctor de derecho público en octubre de 1950, interviniendo desde entonces en numerosas causas célebres en el Poder Judicial del Perú y en eventos académicos en dicha casa de estudios.
Realizó tres tesis universitarias:
- “Herrera y Gálvez en la trayectoria política de la vida republicana del Perú”
- “Los partidos políticos del Perú”
- “Reflexiones sobre el sentido de la Historia Peruana”

## Docencia
Vivió en Chile y México donde tuvo a su cargo la clase de historia de las ideas políticas en el Instituto de Ciencias Políticas y Administrativas de las Universidad de Chile y, años después, dictó los cursos Internacional y derecho constitucional en la Facultad de Derecho de la Universidad Iberoamericana de México.
Cuando regresó al Perú enseñó la clase de derecho constitucional en la maestría de la Facultad de Derecho de la Universidad San Martín de Porres y también dictó el curso de política internacional en la maestría de Ciencias Políticas de la que fue director. En la Escuela Militar de Chorrillos tuvo a su cargo los cursos de historia de la cultura e historia crítica del Perú y dictó conferencias sobre historia internacional y diplomática del Perú en el Centro de Altos Estudios Militares, en Lima.

## Vida profesional
Estuvo en el Servicio Diplomático como embajador político. Fue tercer secretario de la embajada en Colombia de 1947 a 1948, renunciando en protesta del golpe de Estado de Odría. Fue embajador del Perú en México de 1970 a 1974, renunciando por estar en desacuerdo con la presencia del general Augusto Pinochet en el Perú durante la celebración de los 150 años de la batalla de Ayacucho. En 1984, tras una resonante victoria judicial fue reincorporado al servicio diplomático, y con grado de embajador, pasó a retiro por límite de edad.
Ejerció la presidencia de la comisión especial sobre Estudios de Fronteras y ocupó la Presidencia de la Comisión de la Defensa de la Soberanía Territorial del Perú, desde 1994.
Participó en convenciones y congresos nacionales de abogados; así como en seminarios dedicados a la realidad marítima y el poder marítimo, a las Relaciones del Perú con Ecuador, Colombia, Brasil, Bolivia y Chile y a las Defensa Nacional. También participó en importantes certámenes intencionales como en 1972, la Conferencia General en México de la International Atomic Energy Agency, en 1974 también en México, en la conferencia de Tlatelolco, entre los Cancilleres de América Latina y el Secretariado de Estado de los Estados Unidos de América Henry Kissinger; en 1981 en el Parlamento Mundial de la Paz en Sofía (Bulgaria), etc.
Fue destacada su participación en la Conferencia Internacional de Abogados realizada en 1959 en Miami. También viajó a Yugoeslavia, a la Unión Soviética, a Checoeslovaquia y a la República Democrática Alemana donde dictó conferencias sobre el Perú y América Latina en Belgrado, Praga y Weimar.

## Vida política
Incursionó en la política colaborando con el Frente Democrático Nacional, que en 1945 llevó a la presidencia a José Luis Bustamante y Rivero.
Fue diputado por el departamento de Lima donde ocupó la presidencia de la Comisión de Constitución de 1956 a 1962 y en la que intervino en debates defendiendo las libertades públicas, la autonomía universitaria, el petróleo nacional, los derechos de la república, el territorio peruano y la personalidad jurídica del Perú.
Durante el primer gobierno del presidente Fernando Belaúnde Terry fundó la Acción Nacional Libertadora (1966) e hizo una protesta enérgica contra el Acta de Talara firmado por el gobierno con la International Petroleum Company (por el litigio de La Brea y Pariñas), tachándola de entreguista.
Durante el gobierno de Juan Velasco Alvarado fue delegado al Consejo Nacional de Justicia, procurador general de la República ad hoc y embajador en México.
En 1980 fue candidato a la vicepresidencia del Perú en una coalición electoral de izquierda. En 1990 postuló al Senado por Izquierda Unida, en 1992 por Coordinadora Democrática y en 1995 por el Partido Aprista Peruano.
Formó parte de la oposición al gobierno de Alberto Fujimori, en donde denunció la traición del Tratado con Chile de 1929.

## Fallecimiento
El 1 de marzo del 2007, Alfonso Benavides Correa falleció a los 82 años. En el Congreso de la República fue homenajeado por el congresista aprista Javier Valle-Riestra, en donde recordó su etapa como maestro.

## Membresías
- Fue miembro correspondiente, desde el 31 de julio de 1951, del Centro de Estudios Históricos Militares del Perú;
- Miembro desde el 21 de abril de 1952, del Instituto Sanmartiniano del Perú;
- Miembro Fundador, desde el 22 de junio de 1953 del Instituto Libertador Ramón Castilla;
- Miembro desde el 1 de octubre de 1986 de la Comisión Patriótica para la Defensa del Mar de Grau;
- Desde el 4 de enero de 1987, miembro honorario del Instituto Peruano de Estudios Antárticos;
- Desde el 9 de octubre de 1990, socio honorario de la Asociación Nacional de Escritores y Artistas;
- Desde el 29 de septiembre de 1993, académico de la Academia de Historia Aeronáutica del Perú.

## Publicaciones
Publicó los siguientes libros:
- Rumbos contemporáneos del pensamiento político (1957)
- Interpelación a la Cancillería (1958)
- El petróleo peruano…. o la autopsia de un clan (1961)
- Recuerda peruano (1963), antología de artículos y discursos.
- Oro negro del Perú: La Brea y Pariñas: problema para la I.P.C. y solución para el Perú (1969)
- La verdadera libertad de prensa (1970)
- América Latina: de la colonia a la liberación (1973)
- El caso peruano: ¿contrarrevolución dentro de la revolución? (1975)
- ¿Habrá guerra en el cono sur?: América Latina, explosiva caldera geopolítica (1975)
- Desafiando a la censura (1977)
- Hasta quemar el último cartucho (1978)
- Una difícil vecindad: los irrenunciables derechos del Perú en Arica y los recusables acuerdos peruanos-chilenos de 1985 (1988)
- Por la patria libre, la justicia social y la paz (1993)
- Perú y Chile: del tratado y protocolo complementario de 1929 sobre Tacna y Arica a la convención de 1993 sobre pretendido cumplimiento de obligaciones (1993)
- Reconsiderando, con el maestro Luis Alberto Sánchez, el oncenio de Leguía (1994)
- Una difícil vecindad: Los irrenunciables derechos del Perú en Arica y la inadmisible pretensión ecuatoriana de acceder con soberanía territorial al amazonas (1997)

## Distinciones
- En 1974, por sus méritos y servicios, el gobierno peruano le condecoró con la Gran Cruz de la Orden El Sol del Perú.
- En junio de 1996 se le otorgó la Medalla del Centenario «por su inclaudicable defensa de los sagrados intereses de la patria».